# Alleanza (Bibbia)
Nella Bibbia, il concetto di alleanza assume diversi significati presso gli ebrei e i cristiani.

## LaBritnell'ebraismo
Berit o berith è il termine semitico che significa "alleanza", "patto di alleanza".
Già anticamente presso gli Ebrei "alleanza" indicava il rapporto di convivenza di due parti, con i diritti e i doveri che ne derivavano. Nella Bibbia, il termine ricorre per ricordare l'alleanza tra YHWH e l'umanità, per esempio quando, dopo il diluvio universale, YHWH fa il patto di non sterminare più l'umanità con l'inondazione completa della Terra e a riprova di ciò indica l'arcobaleno come simbolo di tale patto. Tra le molte stipulazioni di alleanza tra YHWH ed il popolo d'Israele, o i singoli Ebrei, la più importante è quella avvenuta sul monte Sinai (1225 a.C. circa - 2448, anno del calendario ebraico dalla Creazione). Qui YHWH, anche come conferma delle promesse già stabilite con i Patriarchi ebrei, fece conoscere i propri ordini al popolo ebraico a cui impose l'obbligo di adorare Lui solo con esclusione di tutti gli altri dei, promettendogli la propria protezione, benedizioni e la concessione della Terra d'Israele a patto che seguisse i dettami morali e spirituali e le leggi della Torah: le Mitzvot.
Anche lo Shabbat costituisce l'alleanza tra YHWH ed il popolo ebraico.
Nell'era messianica prevale il patto di pace tra YHWH e gli Ebrei, suggello di salvezza e redenzione.
Segni dell'appartenenza a YHWH sono la circoncisione, la Brit milah, e, soprattutto, l'osservanza della Torah tra cui il decalogo, del Codice dell'alleanza, delle leggi religiose.
Il termine viene infatti usato correntemente a proposito del Brit milah, il patto del "taglio", simboleggiato dalla circoncisione.

## Alleanza nel cristianesimo
Con il termine "alleanza" nel Cristianesimo si può intendere la Prima Alleanza, un patto che, secondo le Scritture, Dio stipulò con Adamo e rinnovò con Noè, Abramo e Mosè, e la 
Nuova Alleanza, quella che Dio ha stipulato con tutti coloro che credono in Gesù Cristo. L'Alleanza Nuova o Nuovo Testamento è il compimento della Prima Alleanza che Dio aveva fatto con il popolo di Israele ed è alla base della fede di coloro che hanno creduto e credono oggi in Gesù come Colui che ha compiuto e realizzato le promesse che Dio aveva fatto al suo popolo. La Nuova Alleanza inizia con l'Ultima Cena di Gesù, continua nella sua morte in croce e trova pienezza nella sua resurrezione. Chiunque crede in Gesù, quale Messia e Figlio di Dio e ne osserva i suoi comandamenti (Vangelo di Giovanni, cap. 14) ottiene il perdono dei peccati e la salvezza, e può camminare in santità come figlio di Dio.
Il riferimento a una Nuova Alleanza è esplicito in Geremia 31,31-33:
«in cui io farò un nuovo patto
con la casa d'Israele e con la casa di Giuda;
non come il patto che feci con i loro padri
il giorno che li presi per mano
per condurli fuori dal paese d'Egitto:
patto che essi violarono,
sebbene io fossi loro signore», dice il SIGNORE;
«ma questo è il patto che farò con la casa d'Israele,
dopo quei giorni», dice il SIGNORE:
«io metterò la mia legge nell'intimo loro,
la scriverò sul loro cuore,
e io sarò loro Dio,
ed essi saranno mio.»
Altro riferimento è Ezechiele 36,23-27.
Quando Gesù morì sulla croce, accaddero diversi eventi prodigiosi tra cui lo squarciarsi del velo del Tempio. Tale fatto segnò il passaggio della Prima Alleanza alla Nuova.

## Confronto tra Alleanze
Segue una tabella comparativa:
| Tema             | Antica Alleanza                                                        | Nuova Alleanza                                                  |
| ---------------- | ---------------------------------------------------------------------- | --------------------------------------------------------------- |
| Origine          | Patto tra Dio e il popolo di Israele, mediato da Mosè sul Monte Sinai. | Patto tra Dio e tutti gli esseri umani, mediato da Gesù Cristo. |
| Mediazione       | Tramite sacerdoti e sacrifici animali.                                 | Tramite Gesù Cristo, unico sacrificio perfetto.                 |
| Legge            | 10 comandamenti e molte altre leggi prescrittive.                      | legge d'amore verso Dio e il prossimo.                          |
| Salvezza         | obbedienza alla legge per ottenere la salvezza.                        | salvezza per grazia mediante la fede in Gesù Cristo.            |
| Rapporto con Dio | Dio trascendente e lontano, da temere e obbedire.                      | Dio immanente e vicino, Padre amorevole da amare e seguire.     |
| Accesso a Dio    | limitato ai sacerdoti nel tempio.                                      | accesso universale attraverso la preghiera e la fede in Cristo. |
| Esempio          | parabola del fariseo e del pubblicano (Luca 18:9-14).                  | parabola del figliol prodigo (Luca 15:11-32).                   |